# Le aquile di Sharpe
Le aquile di Sharpe è un romanzo storico scritto da Bernard Cornwell ed è ambientato durante le guerre napoleoniche. Il romanzo fa parte della serie Le avventure di Richard Sharpe ed è preceduto da Sharpe all'attacco e seguito da L'oro di Sharpe.
Il romanzo, pur essendo l'ottavo della serie in ordine cronologico, è stato il primo ad essere stato scritto da Cornwell, nel 1981.

## Trama
Questo libro racconta la storia del tenente Richard Sharpe, ufficiale del 95º Fucilieri, durante la campagna di Portogallo e Spagna del luglio 1809.
Sharpe e la sua compagnia, separato dal suo reggimento, ormai rientrato in Inghilterra, è di stanza in Spagna. Viene incaricato di proteggere il capitano Hogan che ha il compito di distruggere il ponte di Valdelcasa.
Insieme ad Hogan e Sharpe marciano, per ragioni diplomatiche, un reggimento spagnolo e un reggimento inglese, il South Essex, formato da truppe inesperte agli ordini dell'incapace e arrogante tenente colonnello Sir Henry Simmerson.
All'apparire di un esiguo reparto di cavalieri francesi alcune mosse avventate dei due reggimenti ne provocano la disfatta, ma Sharpe riesce a salvare almeno parte del reggimento inglese. Tuttavia non riesce a salvare tutte le bandiere, solo quella del reggimento di Simmerson, che viene retrocesso di importanza; ad esso viene però aggregata la compagnia di Sharpe, nominato ora capitano dal generale Wellesley duca di Wellington.
Nello stesso periodo Sharpe diventa amante della nobildonna portoghese Josefina Lacosta, che aveva difeso dalle angherie di due protetti di Simmons, i tenenti Gibbons e Berry.
Simmons entra in contrasto con Sharpe e, al fine di screditare anche l'operato di Wellesley, tenta di scaricare le colpe della sconfitta e della perdita dello stendardo sul neo-capitano, chiedendone inoltre il trasferimento nelle Indie Occidentali. Sharpe comprende quindi che solo riuscendo a strappare da un reggimento francese una "aquila" (bandiera con lo stemma imperiale dono di Napoleone, equivalente dello stendardo inglese) potrà definitivamente affermare il suo valore e rendere l'onore al reggimento.
L'occasione arriverà per Sharpe nella successiva battaglia di Talavera, dove Simmons mostrerà tutta la sua codardia e sarà destituito dal comando sul campo di battaglia.

## Personaggi di "Le aquile di Sharpe"
- Capitano Richard Sharpe, protagonista.
- Sergente Patrick Harper, braccio destro di Sharpe.
- Tenente Colonnello Sir Henry Simmerson, incapace ma arrogante comandante del reggimento South Essex.
- Maggiore Hogan, cartografo del Genio militare inglese.
- Sir Arthur Wellesley, duca di Wellington comandante dell'esercito inglese contro Napoleone.
- Tenente Christian Gibbons, nipote di Sir Simmerson
- Tenente Berry, amico di Gibbons
- Josefina Lacosta, nobildonna portoghese, all'inizio del libro è l'amante di Gibbons.

## Adattamenti
L'omonimo adattamento televisivo del 1993 è stato prodotto dalla Central Independent Television per la rete ITV nel Regno Unito con Sean Bean nel ruolo di Sharpe, Daragh O'Malley nel ruolo di Harper, Assumpta Serna nel ruolo di Teresa Moreno, Brian Cox nel ruolo del Maggiore Hogan, David Troughton nel ruolo di Wellesley, Daniel Craig nel ruolo del Tenente Berry, Gavan O'Herlihy nel ruolo del Capitano Leroy e Michael Cochrane nel ruolo di Simmerson. Ci sono molte differenze tra la trama dell'adattamento televisivo e quella del romanzo. Il Capitano Lennox del romanzo diventa Maggiore nell'adattamento televisivo.

## Edizioni
- Bernard Cornwell, Le aquile di Sharpe, traduzione di Donatella Ceruttini, Longanesi, 2008.

- Bernard Cornwell, Le aquile di Sharpe, traduzione di Donatella Ceruttini, TEA, 2009.